# BRIT Awards/British Video of the Year
Der BRIT Award for British Video of the Year wurde erstmals bei den BPI Awards 1985 von der British Phonographic Industry (BPI) verliehen. Es handelte sich um einen Preis, der für das beste Video eines Künstlers vergeben wurde.
Die Gewinner und Nominierten werden von einem Komitee bestehend aus über eintausend Mitgliedern gewählt. Das Wahlkomitee besteht aus verschiedenen Mitarbeitern von Plattenfirmen und Musikzeitschriften, aus Managern nund Agenten, Angehörigen der Medien sowie aus früheren Gewinnern und Nominierten. Lediglich 1983 und 1984 wurde das Album ausgezeichnet, das sich am besten verkauft hatten. Dies war gleichzeitig das einzige Mal, dass ausländische Künstler ausgezeichnet wurden: 1983 Barbra Streisand für Memories und 1984 Michael Jackson für Thriller.
Der Preis wurde von 1985 bis 2002 verliehen und pausierte anschließend bis 2014. Ab 2014 änderten sich auch die Vergabekriterien. Der ehemalige Jurypreis wurde zu einem Preis, der per Fanvoting vergeben wurde. Dazu wurden die Fans per Twitter aufgerufen abzustimmen. Letztmals wurde er 2019 vergeben.
Am häufigsten gewannen One Direction mit vier Awards. Am häufigsten nominiert wurden Calvin Harris und Robbie Williams mit sechs Nominierungen. Robbie Williams erhielt den Award dreimal und ist daher neben One Direction der einzige Künstler, der den Preis mehrmals gewinnen konnte. Der einzige US-amerikanische Künstler, der ausgezeichnet wurde, war Michael Jackson für das Video zu Smooth Criminal.

## Übersicht
| Jahr | Gewinner                                               | Nominierungen |
| ---- | ------------------------------------------------------ | --- |
| 1985 | Duran Duran – The Wild Boys                            | - Wham! – Last Christmas - Wham! – Wake Me Up Before You Go-Go |
| 1986 | Paul Young – Every Time You Go Away                    | - David Bowie and Mick Jagger – Dancing in the Street - Dire Straits – Money for Nothing |
| 1987 | Peter Gabriel – Sledgehammer                           | keine Nominierungen |
| 1988 | New Order – True Faith                                 | keine Nominierungen |
| 1989 | Michael Jackson – Smooth Criminal (Vereinigte Staaten) | - Bananarama – Nathan Jones - The Christians – Harvest for the World - George Harrison – When We Was Fab - Wet Wet Wet – Temptation |
| 1990 | The Cure – Lullaby                                     | - The Alarm – A New South Wales - The Beautiful South – Song for Whoever - Billy Joel – We Didn't Start the Fire (Vereinigte Staaten) - De La Soul – Eye Know (Vereinigte Staaten) - Eurythmics – Don't Ask Me Why - Farley Jackmaster Funk – Free at Last (Vereinigte Staaten) - Four Tops – Loco in Acapulco (Vereinigte Staaten) - Guns N' Roses – Paradise City (Vereinigte Staaten) - Holly Johnson – Love Train - Janet Jackson – Miss You Much (Vereinigte Staaten) - Kaoma – Lambada (Frankreich) - Lisa Stansfield – All Around the World - M – Pop Muzik - Neneh Cherry – Manchild (Schweden) - Paul McCartney – My Brave Face - Prince – Batdance (Vereinigte Staaten) - Queen – The Invisible Man - Salif Keita – Nous Pas Bougar (Mali) - Simply Red – If You Don't Know Me By Now - Tears for Fears – Sowing the Seeds of Love - Tina Turner – Simply the Best (Vereinigte Staaten) |
| 1991 | The Beautiful South – A Little Time                    | - Adamski featuring Seal – Killer - The Beloved – Hello - Betty Boo – Where Are You Baby? - Billy Idol – Cradle of Love - Depeche Mode – Enjoy the Silence - George Michael – Freedom! '90 - Go West – King of Wishful Thinking - Seal – Crazy - The Cure – Close to Me |
| 1992 | Seal – Killer                                          | - Airhead – Funny How - Billy Bragg – Sexuality - Erasure – Love to Hate You - The KLF – Last Train to Trancentral - Lisa Stansfield – Change - Midge Ure – Cold, Cold Heart - Shakespears Sister – Goodbye Cruel World - Simply Red – Stars - The Wonder Stuff – The Size of a Cow |
| 1993 | Shakespears Sister – Stay                              | - Annie Lennox – Walking on Broken Glass - Erasure – Take a Chance on Me - Genesis – Jesus He Knows Me - Simply Red – For Your Babies (eliminiert) - The Cure – Friday I’m in Love - George Michael – Too Funky - Lisa Stansfield – All Woman - Peter Gabriel – Digging in the Dirt - Tasmin Archer – Sleeping Satellite |
| 1994 | Take That – Pray                                       | - David Bowie – Jump They Say - Depeche Mode – I Feel You - Pet Shop Boys – Go West - Sting – Fields of Gold (eliminiert) - Gabrielle – Dreams - Jamiroquai – Too Young to Die - New Order – Regret - Peter Gabriel – Stream - Suede – Animal Nitrate |
| 1995 | Blur – Parklife                                        | - Jamiroquai – Space Cowboy - The Rolling Stones – Love Is Strong - Seal – Prayer for the Dying - Suede – The Wild Ones |
| 1996 | Oasis – Wonderwall                                     | - Blur – Country House - Pulp – Common People - Radiohead – Just - Take That – Back for Good (eliminiert) - Blur – The Universal - Massive Attack – Protection - The Rolling Stones – Like a Rolling Stone - Simply Red – Fairground - Supergrass – Alright |
| 1997 | Spice Girls – Say You'll Be There                      | - The Chemical Brothers – Setting Sun - Dodgy – Good Enough - Jamiroquai – Virtual Insanity - Manic Street Preachers – A Design for Life - George Michael – Fastlove - Orbital – The Box - The Prodigy – Breathe - The Prodigy – Firestarter - Spice Girls – Wannabe |
| 1998 | All Saints – Never Ever                                | - Blur – Song 2 - David Bowie – Little Wonder - The Chemical Brothers – Block Rockin' Beats - Dario G – Sunchyme - Jamiroquai – Alright - Oasis – D'You Know What I Mean? - Republica – Drop Dead Gorgeous - Spice Girls – Spice Up Your Life - Supergrass – Late in the Day - The Verve – Bitter Sweet Symphony |
| 1999 | Robbie Williams – Millennium                           | - All Saints – Under the Bridge - Melanie B featuring Missy Elliott – I Want You Back - Cornershop – Brimful of Asha - Jamiroquai – Deeper Underground - Massive Attack – Teardrop - George Michael – Outside - Placebo – Pure Morning - Radiohead – No Surprises - Robbie Williams – Let Me Entertain You |
| 2000 | Robbie Williams – She's the One                        | - Aphex Twin – Windowlicker - Fatboy Slim – Praise You - The Chemical Brothers – Let Forever Be - Supergrass – Pumping on Your Stereo |
| 2001 | Robbie Williams – Rock DJ                              | - All Saints – Pure Shores - Coldplay – Yellow - Craig David – 7 Days - Toploader – Dancing in the Moonlight - Jamelia – Money - Moloko – The Time Is Now - Sonique – It Feels So Good - Texas – In Demand - Travis – Coming Around |
| 2002 | So Solid Crew – 21 Seconds                             | - Basement Jaxx – Where's Your Head At - Coldplay – Trouble - Dido – Thank You - Elton John – I Want Love - Fatboy Slim featuring Bootsy Collins – Weapon of Choice - Gorillaz featuring Del the Funky Homosapien – Clint Eastwood - Robbie Williams and Kylie Minogue – Kids - Robbie Williams – Supreme - Travis – Sing |
| 2003 | nicht vergeben                                         | nicht vergeben |
| 2004 | nicht vergeben                                         | nicht vergeben |
| 2005 | nicht vergeben                                         | nicht vergeben |
| 2006 | nicht vergeben                                         | nicht vergeben |
| 2007 | nicht vergeben                                         | nicht vergeben |
| 2008 | nicht vergeben                                         | nicht vergeben |
| 2009 | nicht vergeben                                         | nicht vergeben |
| 2010 | nicht vergeben                                         | nicht vergeben |
| 2011 | nicht vergeben                                         | nicht vergeben |
| 2012 | nicht vergeben                                         | nicht vergeben |
| 2013 | nicht vergeben                                         | nicht vergeben |
| 2014 | One Direction – Best Song Ever                         | - Calvin Harris feat. Ellie Goulding – I Need Your Love - Ellie Goulding – Burn - John Newman – Love Me Again - Naughty Boy feat. Sam Smith – La La La |
| 2015 | One Direction – You & I                                | - Calvin Harris – Summer - Charli XCX – Boom Clap - Duke Dumont feat. Jax Jones – I Got U - Ed Sheeran – Thinking Out Loud - Mark Ronson feat. Bruno Mars – Uptown Funk - Rita Ora – I Will Never Let You Down - Route 94 feat. Jess Glynne – My Love - Sam Smith – Stay with Me - Sigma – Nobody to Love |
| 2016 | One Direction – Drag Me Down                           | - Adele – Hello - Calvin Harris & Disciples – How Deep Is Your Love - Ellie Goulding – Love Me like You Do - Jessie J – Flashlight - Little Mix – Black Magic - Naughty Boy feat. Beyoncé & Arrow Benjamin – Runnin’ (Lose It All) - Sam Smith – Writing’s on the Wall - Years & Years – King |
| 2017 | One Direction – History                                | - Adele – Send My Love (To Your New Lover) - Clean Bandit featuring Sean Paul & Anne-Marie – Rockabye - Coldplay – Hymn for the Weekend - James Arthur – Say You Won’t Let Go - Jonas Blue feat. Dakota – Fast Car - Little Mix featuring Sean Paul – Hair - Tinie Tempah featuring Zara Larsson – Girls Like - Zayn – Pillowtalk |
| 2018 | Harry Styles – Sign of the Times                       | - Anne-Marie – Ciao Adios - Calvin Harris featuring Pharrell Williams, Katy Perry & Big Sean – Feels - Clean Bandit featuring Zara Larsson – Symphony - Dua Lipa – New Rules - Ed Sheeran – Shape of You - Jonas Blue featuring William Singe – Mama - Liam Payne featuring Quavo – Strip That Down - Little Mix – Touch - Zayn & Taylor Swift – I Don’t Wanna Live Forever |
| 2019 | Little Mix featuring Nicki Minaj – Woman like Me       | - Calvin Harris & Dua Lipa – One Kiss - Clean Bandit featuring Demi Lovato – Solo - Dua Lipa – IDGAF - Liam Payne & Rita Ora – For You - Anne Marie – 2002 - Jax Jones featuring Ina Wroldsen – Breathe - Jonas Blue featuring Jack & Jack – Rise - Rita Ora – Let You Love Me - Rudimental featuring Jess Glynne, Macklemore & Dan Caplen – These Days |

## Statistik
| Nominations | Artist                |
| ----------- | --------------------- |
| 6           | Calvin Harris         |
| 6           | Robbie Williams       |
| 5           | Jamiroquai            |
| 4           | Blur                  |
| 4           | Little Mix            |
| 4           | George Michael        |
| 4           | One Direction         |
| 4           | Seal                  |
| 4           | Simply Red            |
| 3           | All Saints            |
| 3           | Anne-Marie            |
| 3           | Jonas Blue            |
| 3           | David Bowie           |
| 3           | The Chemical Brothers |
| 3           | Clean Bandit          |
| 3           | Coldplay              |
| 3           | The Cure              |
| 3           | Peter Gabriel         |
| 3           | Ellie Goulding        |
| 3           | Dua Lipa              |
| 3           | Rita Ora              |
| 3           | Ed Sheeran            |
| 3           | Sam Smith             |
| 3           | Spice Girls           |
| 3           | Lisa Stansfield       |
| 3           | Supergrass            |
| 2           | Adele                 |
| 2           | The Beautiful South   |
| 2           | Depeche Mode          |
| 2           | Erasure               |
| 2           | Fatboy Slim           |
| 2           | Noel Gallagher        |
| 2           | Jess Glynne           |
| 2           | Jax Jones             |
| 2           | Zara Larsson          |
| 2           | Massive Attack        |
| 2           | Naughty Boy           |
| 2           | Oasis                 |
| 2           | Liam Payne            |
| 2           | The Prodigy           |
| 2           | Radiohead             |
| 2           | The Rolling Stones    |
| 2           | Shakespears Sister    |
| 2           | Suede                 |
| 2           | Take That             |
| 2           | Travis                |
| 2           | Wham!                 |
| 2           | Zayn                  |

| Awards | Artist          |
| ------ | --------------- |
| 4      | One Direction   |
| 3      | Robbie Williams |